# Johan Gadolin
Johan Gadolin (Turku, 5 de juny de 1760 – Mynämäki, 15 d'agost de 1852), va ser un químic finlandès, a més de metge i mineralòleg. Gadolin descobrí la terra rara itri.

## Biografia
Johan Gadolin va néixer a Turku, Finlàndia (aleshores part de Suècia), fill de Jakob Gadolin. Primer estudià matemàtiques a l'Acadèmia Reial de Turku però es passà a la química. El 1779 es traslladà a la Universitat d'Uppsala on assistí a les classes de Torbern Bergman.
El 1790, va ser escollit membre de la Reial Acadèmia Sueca de Ciències.
Gadolin ha passat a ser famós com descobridor de la primera terra rara. En 1792 Gadolin rebé una mostra d'un mineral negre trobat al poble suec d'Ytterby prop d'Estocolm. Gadolin aïllà un rar òxid que anomenà més tard “yttria”. També hi aïllà trihidròxid d'itri. Yttria, o òxid d'itri va ser la primera de les terres rares coneguda. El treball va ser publicat l'any 1794.
El mineral examinat per Gadolin va rebre el nom de gadolinita l'any 1800. L'element gadolini i el seu òxid gadolinia va obtenir aquest nom en honor de Gadolin per part dels seus descobridors.
Gadolin també estudià en termoquímica la capacitat calorífica i el calor latent entre 1787 i 1792. Estava en contra de la teoria del flogist.
Era amic íntim de Johan Gottlieb Gahn i Carl Wilhelm Scheele.